# Maik Bunzel
Maik Bunzel (* 6. Dezember 1984 in Cottbus) ist ein deutscher Rechtsanwalt, Wettkampf-Bodybuilder, neonazistischer Aktivist sowie Sänger und Protagonist der offen nationalsozialistischen Rechtsrockband Hassgesang.

## Leben
Maik Bunzel stammt aus Cottbus. Im Alter von 13 Jahren fand er in die Neonazi-Szene. Er absolvierte sein Abitur mit Bestnoten. Anschließend zog er nach Teltow und studierte Rechtswissenschaften an der Freien Universität Berlin. Während des Studiums war er zeitweilig Mitglied der Berliner Burschenschaft Gothia.

### Protagonist der Band „Hassgesang“
Nach eigener Auskunft kam Bunzel über die Musik mit der rechtsextremen Szene in Berührung und wurde Skinhead. Die Band „Hassgesang“ gilt als Projekt Bunzels, das er im Alter von 15 Jahren gründete. Bunzel spielt die Aufnahmen als Sänger, Gitarrist und Schlagzeuger in der Regel allein im Studio ein und zieht nur zu Liveauftritten weitere Musiker hinzu. Nur einige Liedertexte stammen von anderen Autoren. Die Band wurde 2003 erstmals im Jahresbericht des Verfassungsschutzes Brandenburg genannt und wird seither dort immer wieder erwähnt, Bunzel selbst wurde bereits seit seinem 18. Geburtstag beobachtet. Von der Band stammen Songs mit Titeln wie Ausländer raus, Zurück ins Reich oder Nigger out. In „Hassgesang“-Songs heißt es:

„Adolf Hitler, im Kampf für unser Land. Adolf Hitler, sein Werk verteufelt und verkannt. Adolf Hitler, du machtest es uns vor. Adolf Hitler, Sieg Heil tönt es zu dir empor.“

„Es ist bekannt in aller Welt, dass der Jude nicht viel von Arbeit hält. ... Heilig sei allen Völkern Befehl, Atomraketen auf Israel.“

Thomas Kuban bezeichnete „Hassgesang“ 2014 als „eine der menschenverachtendsten deutschen Neonazi-Bands“, die „zum Mord an Juden, an Dunkelhäutigen und an Politikern“ sowie „an deutschen Frauen, die sich mit dunkelhäutigen Männern einlassen“, aufrufe. Die Band bekenne sich zum verbotenen Netzwerk Blood and Honour sowie dazu, dass aus ihrem Hass Gewalt werde und man für das „Reich“ töten müsse. Drei Tonträger der Band wurden von der Bundesprüfstelle für jugendgefährdende Medien indiziert und unterliegen einem „absoluten Verbreitungsverbot“. 2004 verurteilte das Amtsgericht Cottbus Bunzel in Bezug auf das Album Bis zum letzten Tropfen Blut, dessen Cover ein transparentes Hakenkreuz über dem Stacheldrahtzaun eines Konzentrationslagers zeigt, wegen öffentlicher Aufforderung zu Straftaten und Volksverhetzung. Das durch den Verkauf der Alben erlangte Geld verwendete Bunzel ausschließlich für „politische Projekte“.
Bunzel, der als streng nationalsozialistisch beschrieben wird, äußerte sich im Frühjahr 2016 auf Anfrage des Norddeutschen Rundfunks (NDR). Er habe die Songtexte im Alter von 18 Jahren verfasst, heute würde er das „so nicht mehr machen“. Die Frage des NDR, ob er weiter in der Neonazi-Szene aktiv sei, ließ Bunzel unbeantwortet. Auch gegenüber dem Nordkurier sagte Bunzel, dass er heute vieles nicht mehr tun würde, was er früher getan habe. 2021 erklärte Bunzel in einem Interview erneut, er sei zuletzt 2010 musikalisch aktiv gewesen. Die ihm vorgeworfenen Texte habe er im Alter von 15 bis 18 Jahren verfasst, weswegen er sich für die Texte heute nicht mehr entschuldigen müsse. Der Verfassungsschutz Brandenburg äußerte 2021, dass es schwer vorstellbar sei, dass Bunzel seine Gesinnung abgelegt habe. In der rechtsextremistischen Szene genieße er für seine Musik nach wie vor höchstes Ansehen. Nach Recherchen des MDR präsentiert sich Bunzel, etwa bei seinen Auftritten als Bodybuilder, in szenetypischer Kleidung.
„Hassgesang“ veröffentlichte noch 2014, als Bunzel bereits in Bayern als Richter tätig war, einen Song bei einem rechtsextremistischen Plattenlabel. Von Bunzel stammt zudem die Äußerung:

„Wer nach politischen Alternativen zum System der Demokraten sucht, der wird sie auch finden.“

„Hassgesang“ gilt als der verlängerte musikalische Arm der Neonazi-Szene in Südbrandenburg. Bunzel, der über weitreichende Kontakte in die nationale und internationale rechtsextremistische Szene verfügt, war Hintermann der 2012 verbotenen Widerstandsbewegung in Südbrandenburg, mit der er sich und die sich mit ihm identifizierte. Im Zuge des Verbots dieser Organisation wurde auch Bunzels Wohnung durchsucht. Eine dagegen gerichtete verwaltungsgerichtliche Klage Bunzels blieb ohne Erfolg; das Oberverwaltungsgericht Berlin-Brandenburg bestätigte vielmehr Bunzels führende Rolle innerhalb der Widerstandsbewegung. „Hassgesang“ wird ferner mit der sog. Schulhof-CD in Verbindung gebracht, die 2010 die Nationaldemokratische Partei Deutschlands in Mecklenburg-Vorpommern verteilte.
2009 äußerte Bunzel, ein Neonazi müsse sich äußerlich anpassen. Allerdings wurden in Medienberichten Bunzels großflächige Tätowierungen thematisiert. Bunzel trägt auf dem rechten Oberarm eine tätowierte Siegrune, ein Symbol, das auch die SS verwendete und das als Kennzeichen einer verfassungswidrigen Organisation verboten ist.

### Tätigkeit als Richter und Rechtsanwalt
Nach Beendigung des Rechtsreferendariats, das er zum Teil bei dem Berliner Rechtsanwalt und früheren Bundesführer der Wiking-Jugend Wolfram Nahrath absolviert hatte, bewarb sich Bunzel als Richter in Berlin, wo er aber aufgrund zu schlechter Examensnoten abgelehnt wurde. Nach eigenen Angaben war Bunzel im Jahr 2013 als wissenschaftlicher Mitarbeiter bei der US-amerikanischen Anwaltskanzlei Orrick, Herrington & Sutcliffe beschäftigt.
Zum 1. November 2013 wurde Bunzel als Richter auf Probe in den bayerischen Justizdienst aufgenommen und nach der Vereidigung auf das Grundgesetz der Bundesrepublik Deutschland dem Amtsgericht Lichtenfels zugewiesen, wo er ein zivilrechtliches Dezernat übernahm. Beim Amtsgericht Lichtenfels wurde Bunzel zur Entlastung der angespannten Personalsituation dringend erwartet.
Das Bayerische Landesamt für Verfassungsschutz war zwar von seinen brandenburgischen Kollegen über den Umzug Bunzels nach Bayern informiert worden, die Information führte aber zunächst zu keinen Konsequenzen. Erst im Oktober 2014 wurde durch einen Zufall Bunzels rechtsextremistische Gesinnung bekannt, als dieser einen Diebstahl meldete und einem Polizeibeamten wegen des für Franken untypischen Vornamens die Namensgleichheit mit dem vom Verfassungsschutz überwachten Sänger auffiel. Nachdem die Beschäftigung Bunzels bei der bayerischen Justiz bekannt geworden war und ein großes Medienecho erzeugt hatte, quittierte Bunzel den Justizdienst und kam so einer Entlassung zuvor. Der bayerische Landtagsabgeordnete Christoph Rabenstein (SPD) kritisierte, dass das bayerische Justizministerium nicht die Verfassungstreue Bunzels vor dessen Einstellung überprüft habe. Bunzel hatte vor der Einstellung einen Fragebogen zur Verfassungstreue nicht wahrheitsgemäß ausgefüllt.
Seit 2015 ist Bunzel als Rechtsanwalt in Cottbus niedergelassen. Er verteidigte den türkischen Hauptangeklagten in dem Verfahren aufgrund des größten Heroinfundes in Deutschland beim Landgericht Frankfurt (Oder)., das nach 16 Monaten Dauer mit einer Freiheitsstrafe von sechseinhalb Jahren für Bunzels Mandanten endete. Bunzel hatte auf Freispruch plädiert, die Staatsanwaltschaft auf eine Freiheitsstrafe von 10 Jahren. Auch trat Bunzel als Verteidiger eines mutmaßlichen Mitglieds der rechtsterroristischen Weiße Wölfe Terrorcrew beim Landgericht Bamberg, als Vertreter eines ehemaligen führenden Mitglieds der „Widerstandsbewegung“ in Südbrandenburg und als Verteidiger Ralf Wohllebens im NSU-Prozess auf. In einem 2015 eröffneten Strafverfahren vor dem Landgericht Magdeburg gegen eine Bande mutmaßlicher polnischer Steuerhinterzieher wegen Dieselpanscherei mit 14 Millionen Euro Schaden verteidigt er einen ehemaligen leitenden Mitarbeiter einer Tarnfirma. Der Prozess droht wegen der auf Zeit spielenden Taktik der Verteidigung zu platzen, womit die Angeklagten wohl straffrei ausgehen würden. Vor dem Landgericht Cottbus verteidigte Bunzel im Jahre 2019 den Angeklagten des sogenannten Silvester-Mordes (2018/2019) und im Jahre 2020 den wegen versuchten Mordes angeklagten Jobcenter-Attentäter.

### Promotion an der Universität Greifswald
Im September 2012 begann Bunzel eine strafverfahrensrechtliche Promotion an der Freien Universität Berlin zum Thema Der strafprozessuale Zugriff auf IT-Systeme. Im Zusammenhang mit Bunzels Ausscheiden aus dem Justizdienst im Oktober 2014 beendete der Berliner Strafrechtler Klaus Rogall das Doktorandenverhältnis. Die in diesem Rahmen entstandene Arbeit veröffentlichte Bunzel später. Nach Recherchen der Frankfurter Allgemeinen Zeitung wurde Bunzel anschließend ab Oktober 2014 an der Universität Greifswald promoviert, wo der Juraprofessor Ralph Weber seine Arbeit angenommen hatte. Weber wurde als Direktkandidat der AfD zur Landtagswahl 2016 in den Landtag Mecklenburg-Vorpommerns gewählt. Die medizinrechtliche Promotion zum Thema Der privatärztliche Vergütungsanspruch gemäß der GOÄ im Spannungsfeld des medizinischen Fortschritts erfolgte im Februar 2016. Weber gab an, er habe erst nach der Medienberichterstattung über die Promotion Bunzels von dessen Vergangenheit erfahren. Die Texte finde er zwar „ekelerregend“, mit der wissenschaftlichen Qualifikation Bunzels habe dies aber nichts zu tun. Die Rektorin der Greifswalder Universität, Hannelore Weber, zeigte sich indes über die Verleihung des Doktorgrades an Bunzel entsetzt. Es gebe aber keine Möglichkeit, diese zu verhindern.

### Bodybuilding
Im November 2018 gewann Bunzel die Internationale Ostdeutsche Meisterschaft im Bodybuilding des National Athletic Committee (NAC) in Berlin in den Klassen „Newcomer“ und „Athletik I“, ferner wurde er Gesamtsieger der Athletik-Klassen. Bei der Internationalen Deutschen Meisterschaft des NAC im selben Jahr belegte er Platz 6 in der Klasse „Athletik I“.

## Juristische Veröffentlichungen
- Der privatärztliche Vergütungsanspruch gemäß der GOÄ im Spannungsfeld des medizinischen Fortschritts (Dissertation). Shaker Verlag, Aachen 2016, ISBN 978-3-8440-4334-1.
- Der strafprozessuale Zugriff auf IT-Systeme. Eine Untersuchung aus technischer und verfassungsrechtlicher Perspektive. Logos-Verlag, Berlin 2015, ISBN 978-3-8325-3909-2.